# Jiří Prager
Jiří Prager (* 9. ledna 1951, Praha) je český herec.

## Studium
Vystudoval Pražskou konzervatoř, hudebně-dramatický obor, kterou absolvoval v roce 1975 u profesorů Miloše Kopeckého a Bohuslava Záhorského. Studoval na DAMU, studium nedokončil.

## Divadlo
Během studií na Pražské konzervatoři hrál v Národním divadle, kde strávil 3 sezóny. Po nedokončeném studiu na pražské DAMU nastoupil do Městských divadel pražských, kde odehrál 4 sezóny. Během angažmá hostoval v Městském divadle v Mladé Boleslavi. Od roku 1985 do roku 1995 byl členem plzeňského Divadla J. K. Tyla. Od roku 1995 do roku 2000 byl členem v divadle pod Palmovkou, během angažmá hostoval v pražském Činoherním klubu.

## Dabing
V českém dabingu daboval a doposud dabuje Woodyho Allena, Dustina Hoffmana, Dannyho De Vita, Samuela Jacksona, Al Pacina, Rowana Atkinsona, Petera Sellerse, nebo Petera MacNicola. Za dabing získal dvakrát cenu Františka Filipovského. Poprvé v roce 2001 za ztvárnění role ve filmu Insider: Muž, který věděl příliš mnoho a podruhé v roce 2023 za celoživotní přínos dabingu.

## Filmové herectví
- Můj brácha má prima bráchu (1975)
- Dvojí svět hotelu Pacifik (1975)
- Albert (1985)
- Klekání zvoníme (1995)
- Chytit vítr (2001)
- Kameňák 2 (2004)

## Seriálové herectví
- Čapkovy kapsy (2011) epizoda Příběh sňatkového podvodníka
- Kriminálka Anděl (2014) epizoda Jachtklub
- Dabing Street (2018) epizoda Jiří Arch

## Rozhlas
- 2009 Milena Mathausová (podle španělské předlohy): Měděné zrcadlo, nedělní pohádka, Český rozhlas Dvojka, role: skřítek Nikodém; režie Vlado Rusko[1]

## Rodina
Je svobodný a bezdětný. Žije na Mladoboleslavsku a chová kočku Barbuchu. Je pravnukem významného českého spisovatele Aloise Jiráska. 